# Velorex (триколка)
.
Velorex (Велорекс) е името на моторизирана триколка, произвеждана в бивша Чехословакия от 1950 до 1973 г. и от която са произведени общо над 15,000 броя.

## История на създаването
След Втората световна война в Европа липсват суровини, както и клиенти за по-скъпи автомобили и затова редица производители се обръщат към производството на евтини триколесни машини с двутактови двигатели. Такива са например БМВ (произвеждаща Isetta) и Месершмит. През 1945 г. братята Франтишек и Моимир Странски започват конструирането на малка триколесна кола наречена от тях ОСКАР (от ос и кар), при което единичното колело се намира отзад и е задвижвано чрез верига. Рамата му е изработена от тръби. Превозното средство има две седалки и е покрито с изпъната непромокаема изкуствена материя. Двете предни колела са свързани с кормилна рейка. През 1951 г. производството е прехвърлено в Солнице. От 1956 г. превозното средство се преименува на Велорекс. През 1971 г. е спряно производството на триколката и започнато производството на модел с четири колела. Този модел не се налага и през 1973 г. производството е спряно окончателно.
Около половината от общо произведените 15,000 броя триколесни превозни средства са експортирани, включително и в България.

### Технически данни
Технически данни за най-разпространения произвеждан модел – Velorex 16/350:
- размери: дължина :3100 мм, широчина :1400 мм, височина :1240 мм;
- Маса: 310 кг, полезен товар: 190 кг, обща маса: 500 кг;
- максимална скорост: 85 км/ч,
- двигател: двутактов, двуцилиндров, бензинов с въздушно охлаждане, тип: Jawa 350 – 572;
- Спирачки:: барабанни, с механично задвижване, ръчна спирачка на предни колела;
- колела предни: 3.25×16, задно: 3.50×16.